# Ениджевардарска афера
Ениджевардарската (Енидже-Вардарската) афера е провал на Вътрешната македоно-одринска революционна организация в Ениджевардарско от 1900 година, при който част от легалните дейци на организацията в селата са арестувани и изтезавани.
Според едни сведения аферата е от 25 август 1900 година, когато османските власти разкриват нелегална мрежа на ВМОРО в казата. Арестувани са 21 души, а други 35 са изтезавани.
Според други източници аферата е от лятото на 1912 година. Един от задочно осъдените от османски съд е Васил Мончев, но бяга успешно в България.